# Uvarus betsimisarakus
Uvarus betsimisarakus is een keversoort uit de familie waterroofkevers (Dytiscidae). De wetenschappelijke naam van de soort is voor het eerst geldig gepubliceerd in 1939 door Guignot.